# Аналипси (дем Лъгадина)
Вижте пояснителната страница за други значения на Аналипси.
Аналипси или Корфалу (на гръцки: Ανάληψη, катаревуса Ανάληψις, Аналипсис, до 1958 Κορφαλού, Корфалу) е село в Гърция, дем Лъгадина, област Централна Македония с 606 жители (2001). В църковно отношение е част от Лъгадинската, Литийска и Рендинска епархия.

## География
Селото е разположено в Лъгадинското поле, на източно от Лъгадина (Лангадас), близо до северния бряг на Лъгадинското езеро (Корония). Селото има три махали – Горна, Долна и Средна.

## История
На скалист хълм, до река на 2 km от селото има селищна могила от късната бронзова епоха. Селищна могила от бронзовата епоха има и в хълмистия района между Аналипси и Лофискос на източния бряг на реката. На около 1 km южно от Аналипси, близо до реката Мега Рема има повърхностни индикации за селище от византийско и поствизантийско време.

### В Османската империя
През XIX век Корфалу е турско село, числящо се към Лъгадинската каза на Османската империя. В 1862 година селото е засвидетелствано като Кулкалу, а по-късно като Курфалия, Куровали, Курфали. Към 1900 година според статистиката на Васил Кънчов („Македония. Етнография и статистика“) в Куровали живеят 180 души турци.

### В Гърция
След Междусъюзническата война Корфалу попада в Гърция. През 20-те години мюсюлманското му население се изселва и в селото са настанени гърци бежанци. Според преброяването от 1928 година Коруфалу е чисто бежанско село със 78 бежански семейства и 264 души. В 1958 година е прекръстено на Аналипси, в превод Възнесение.
В църквата „Свети Димитър“ има ценни икони.